# Ottaviano
Ottaviano es un municipio italiano localizado en la ciudad metropolitana de Nápoles, región de Campania. Cuenta con 23.851 habitantes en 20,02 km².
El territorio municipal contiene las frazioni (subdivisiones) de Furchi, Giacobbi, Iervolini, Raggi, San Gennarello, San Leonardo y Zabatta. Limita con los municipios de Boscotrecase, Ercolano, Nola, San Gennaro Vesuviano, San Giuseppe Vesuviano, Somma Vesuviana, Terzigno, Torre del Greco y Trecase.
En Ottaviano está situada la sede del parque nacional del Vesubio.

## Demografía
| Gráfica de evolución demográfica de Ottaviano entre 1861 y 2011 |
|                                                                 |
| Fuente ISTAT - elaboración gráfica de Wikipedia                 |